# Cezara Dafinescu
Cezara Dafinescu (n. 4 august 1948, Sibiu, România) este o actriță română.

## Biografie
A absolvit Institutul de Artă Teatrală și Cinematografică din București în 1973,
la clasa profesorului Moni Ghelerter.
A fost căsătorită cu George Motoi, de care a divorțat, după care s-a căsătorit cu omul de afaceri Gelu Fronea.
Fronea a murit într-un accident de motocicletă, în 2003.

## Filmografie
- Brigada Diverse în alertă! (1971) - prezentatoarea concursului de pe stadion
- Explozia (1972) - fata blonda
- Bufetul „La Senat” (1973, scurtmetraj)
- Ciprian Porumbescu (1973) - Camelia
- Accident (1977) - Lola, amanta lui Cuceanu
- Buzduganul cu trei peceți (1977)
- Războiul independenței (1977) - Lady Judith
- Acțiunea „Autobuzul” (1978) - Ani, fiica patronului
- Rețeaua S (1980) - ofițerul de securitate Magda Deleanu
- Dumbrava minunată (1980) - Zâna Închipuirii
- Plecarea Vlașinilor (1983) - Frida
- Întoarcerea Vlașinilor (1984) - Frida
- Соучастие в убийстве (Souchastiye v ubijstve) (1985)
- Al patrulea gard, lângă debarcader (1986) - Leni Onuțan, mama Corneliei
- Cucoana Chirița (1987) - Calipsița
- Secretul lui Nemesis (1987) - vecina Luci Romanescu, medic
- Chirița în Iași (1988) - Calipsița
- Un studio în căutarea unei vedete (1989)
- Sunt liber! (1990) - soția
- Harababura (1991)
- Șobolanii roșii (1991)
- Telefonul (1992)
- Atac în bibliotecă (1993) - Mihaela Comnoiu
- Johnny Mysto: Boy Wizard (1997) - Griselda
- Răzbunarea femeii păianjen (1999, scurtmetraj) - soția
- Lacrimi de iubire (2005) - Angela Popa
- Vocea inimii (2006)
- Bunraku (2010)
- Toni Erdmann (2016) - Dorina

## Teatru
Roluri la Teatrul Național din București:
- Încă-i bine de Rodica Popescu Bitănescu, regia Rodica Popescu Bitănescu, 2008; rolul Ana
- Patimile Sfântului Tommaso d'Aquino după Alex Mihai Stoenescu, regia Grigore Gonța, 2005; rolul Mama
- Mașinăria Cehov de Matei Vișniec, regia Cristian Ioan, 2003; rolul Arkadina
- Ispita de Vaclav Havel, regia Mihai Manolescu, 2002; rolul Dr. Libuse Lorencova
- Dragoste în hala de pește de Israel Horovitz, regia Ion Cojar, 1998
- Caut autor dramatic de Marica Beligan, regia George Motoi, 1995; rolul Amalia
- Paiața sosește la timp de Fănuș Neagu, regia George Motoi, 1992; rolul Delia
- Patrihoții după Vasile Alecsandri, regia Mihai Manolescu, 1991; rolul Stan Covrigaru
- Morișca de Ion Luca, regia George Motoi, 1991; rolul Amalia
- Cineva te iubește de Alexandr Stein, regia George Motoi, 1989; rolul Sandra
- Campionul de Ion Gârmacea, regia Mihai Manolescu, 1986; rolul Ina
- Nu se știe niciodată de George Bernard Shaw, regia Mihai Berechet 1985; rolul Gloria Clandon
- Arheologia dragostei de Ion Brad, regia Anca Ovanez Doroșenco, 1985; rolul Cornelia
- Farul și Domnul Valentino de Borislav Pekic, regia Horea Popescu, 1984; rolul Socioloaga
- Titanic vals de Tudor Mușatescu, regia Mihai Berechet, 1983; rolul Sarmisegetuza
- Zbor deasupra unui cuib de cuci de Dale Wasserman, regia Horea Popescu, 1983; rolul Sandra
- Act venețian de Camil Petrescu, regia Mihai Berechet, 1982; rolul Alta
- Cheile orașului Breda de Ștefan Berceanu, regia Sanda Manu, 1981; rolul Modelul
- Filumena Marturano de Eduardo de Filippo, regia Anca Ovanez Doroșenco, 1981; rolul Diana
- Examenul de Jan Pawel Gawlik, regia Cristian Munteanu, 1979; rolul Maria Malavska
- A treia țeapă de Marin Sorescu, regia Sanda Manu, 1979; rolul Domnica
- Căruța cu paiațe de Mircea Ștefănescu, regia Constantin Dinischiotu, 1978; rolul actriță
- Elegie de P. Pavlovski, regia Mihai Berechet, 1978; rolul Savina
- Gaițele de Alexandru Kirițescu, regia Horea Popescu, 1977; rolul Wanda Serafim
- Cine a fost Adam de Leonida Teodorescu, regia Cristian Munteanu, 1977; rolul Dica
- Cyrano de Bergerac de Edmond Rostand, regia N.Al. Toscani, 1977; rolul Hangița
- Doi pe un balansoar de William Gibson, regia George Motoi, 1974; rolul Gittel Mosca
- Vilegiaturiștii de Maxim Gorki, regia Moni Ghelerter, 1973; rolul Iulia Filipova
- Kir Zuliaridi de Vasile Alecsandri, regia Zoe Anghel Stanca, 1972 debut; rolul Afrodita
- Să nu-ți faci prăvălie cu scară de Eugen Barbu, regia Sanda Manu, 1971; rolul Silvia Domnișor
- Moartea ultimului golan de Virgil Stoenescu, regia Ion Finteșteanu, 1970; rolul Gina
- Cautam autor dramatic de Marica Beligan; rolul Amanda
- Pluralul Englezesc de Alan Ayckboum; rolul Marion